# Estación de Vavin
Vavin es una estación de la línea 4 del metro de París situada en el límite de los distritos VI y XIV, al sur de la ciudad. 

## Historia
La estación fue inaugurada el 9 de enero de 1910.
Debe su nombre al político francés Alexis Vavin (1792-1863).

## Descripción
Se compone de dos andenes laterales ligeramente curvados de 90 metros de longitud y de dos vías. 
Su bóveda está revestida de los clásicos azulejos blancos biselados del metro parisino. 
Su iluminación ha sido renovada empleando el modelo vagues (olas) con estructuras casi adheridas a la bóveda que sobrevuelan ambos andenes proyectando la luz en varias direcciones.
La señalización por su parte usa la moderna tipografía Parisine donde el nombre de la estación aparece en letras blancas sobre un panel metálico de color azul.
Por último, los asientos de la estación son verdes, individualizados y de tipo Motte.
Como todas las estaciones de la línea 4 dispone de puertas de andén.

## Accesos
La estación dispone de cuatro accesos, todos ellos en el bulevar Montparnasse.